# Tropidion hermione
Tropidion hermione là một loài bọ cánh cứng trong họ Cerambycidae.